# Hanten
Hanten (袢纏; também 半纏, 半天 ou 袢天), um curto casaco de inverno, é um item do tradicional vestuário japonês. O casaco começou a ser vestido, especialmente pelas pessoas comuns, no século 18, durante o período Edo. 

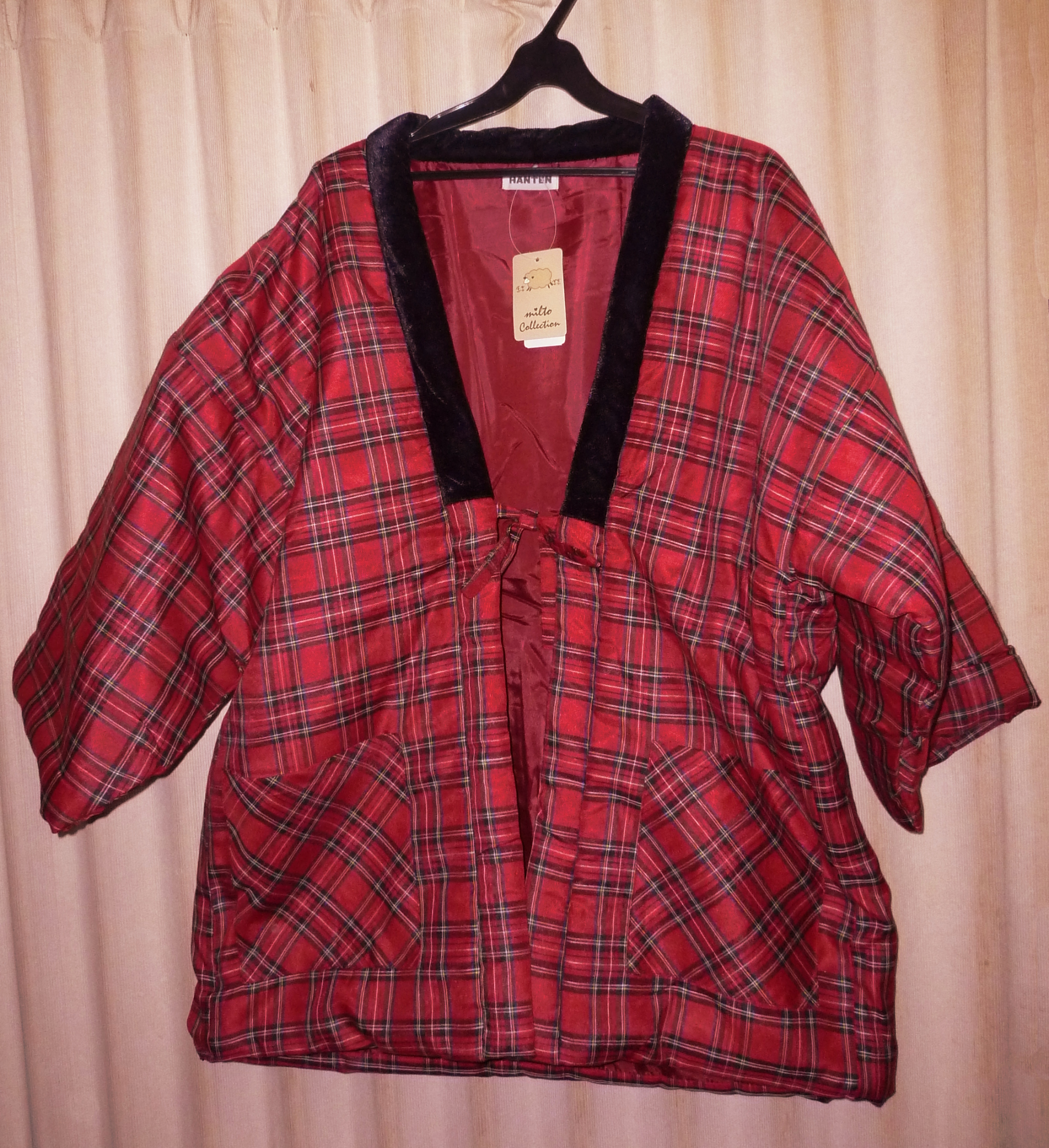
Um hanten vermelho num cabide.

O formato do hanten é semelhante ao do haori. Ele é vestido por homens e mulheres. A cobertura e o revestimento são acolchoados com uma fina camada de algodão enchumaçado para aquecer. O colarinho é comumente feito de cetim preto. Hanten frequentemente exibem um emblema de família ou outros desenhos.